# Citerne
Citerne és un municipi francès situat al departament del Somme i a la regió dels Alts de França. L'any 2007 tenia 256 habitants.

## Demografia

### Població

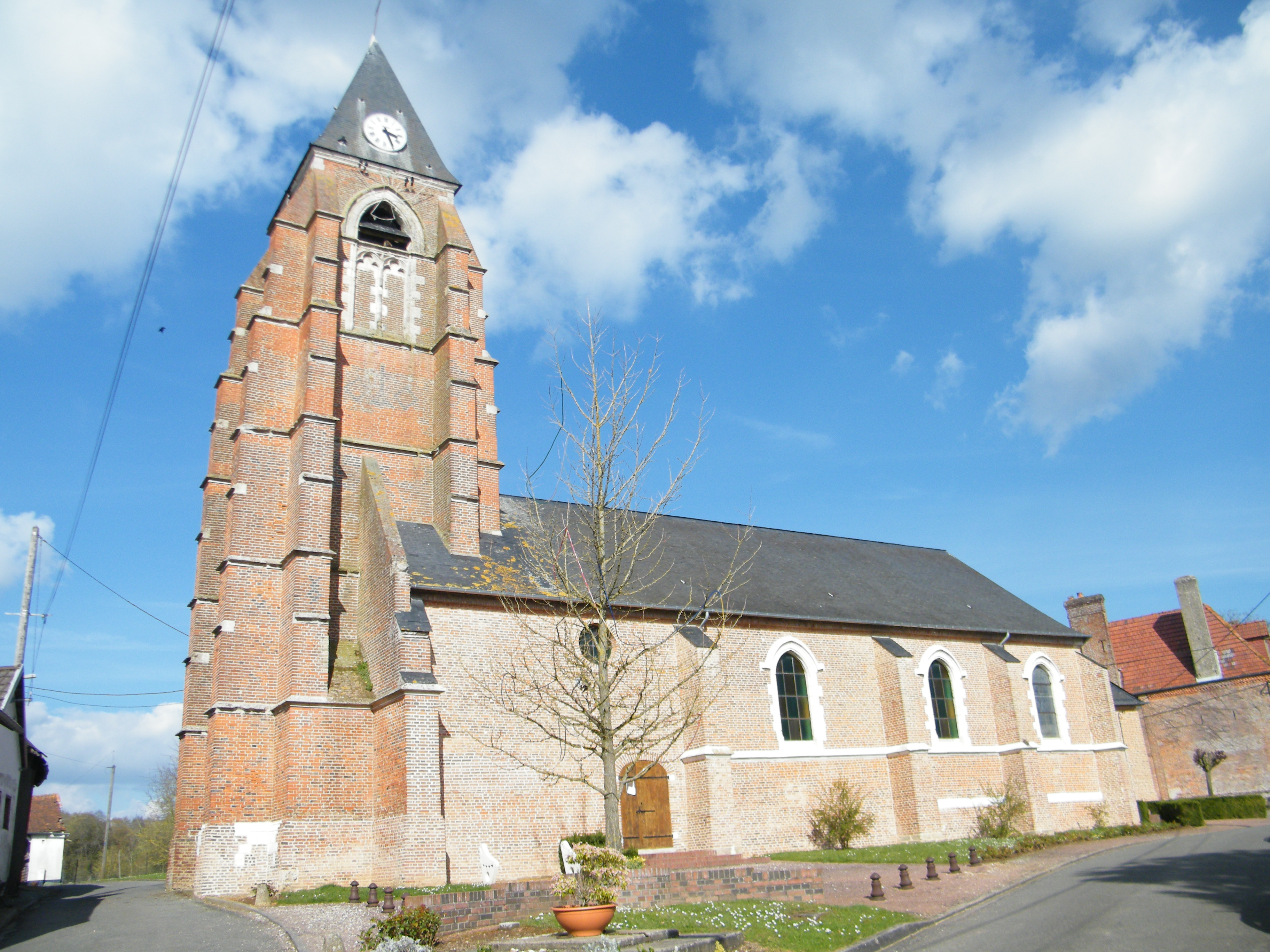
església

El 2007 la població de fet de Citerne era de 256 persones. Hi havia 96 famílies de les quals 16 eren unipersonals (8 homes vivint sols i 8 dones vivint soles), 36 parelles sense fills, 32 parelles amb fills i 12 famílies monoparentals amb fills.
La població ha evolucionat segons el següent gràfic:
Habitants censats

### Habitatges

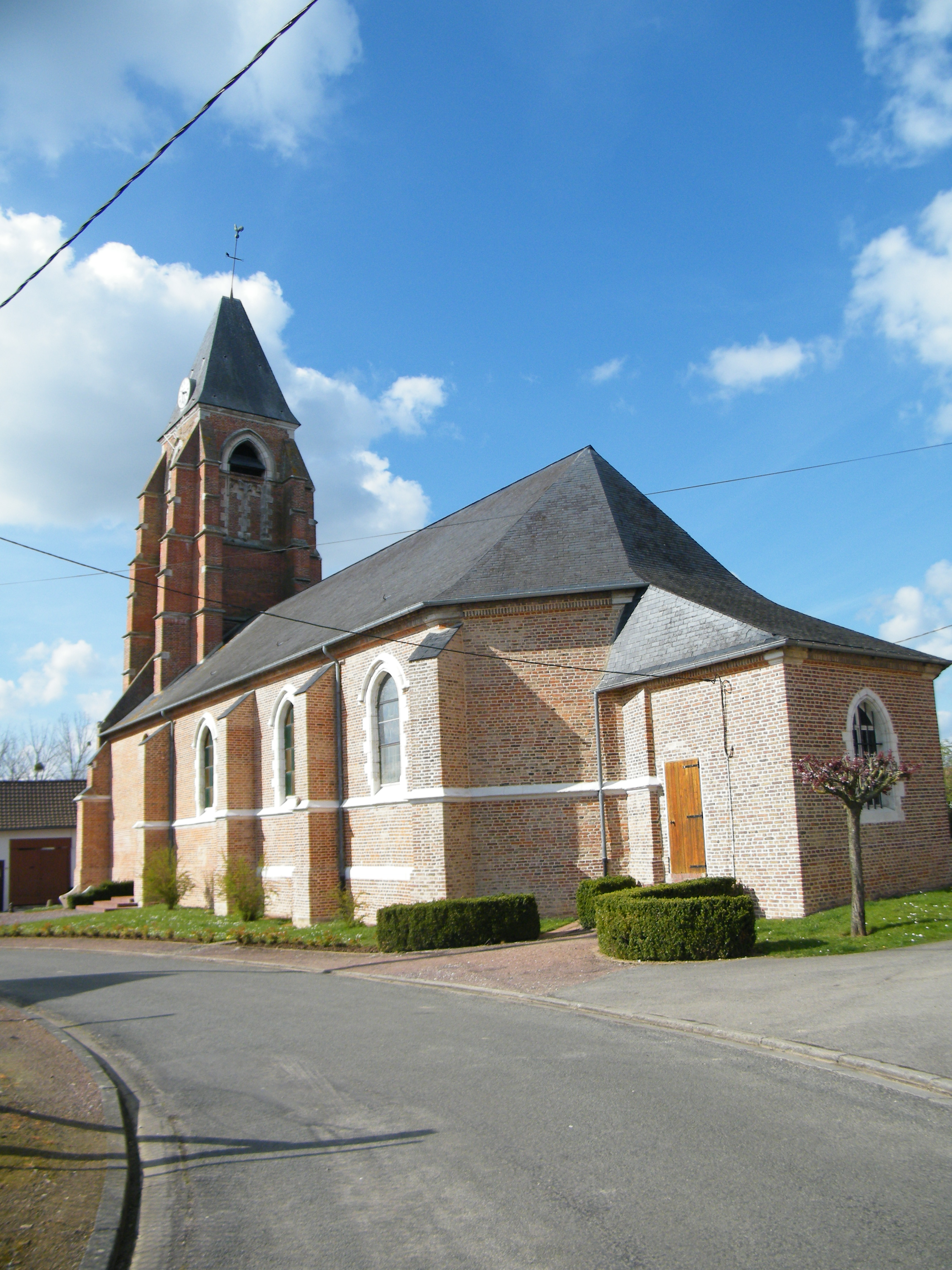

El 2007 hi havia 125 habitatges, 97 eren l'habitatge principal de la família, 12 eren segones residències i 16 estaven desocupats. Tots els 122 habitatges eren cases. Dels 97 habitatges principals, 83 estaven ocupats pels seus propietaris, 11 estaven llogats i ocupats pels llogaters i 3 estaven cedits a títol gratuït; 1 tenia dues cambres, 11 en tenien tres, 31 en tenien quatre i 54 en tenien cinc o més. 68 habitatges disposaven pel capbaix d'una plaça de pàrquing. A 37 habitatges hi havia un automòbil i a 47 n'hi havia dos o més.

### Piràmide de població
La piràmide de població per edats i sexe el 2009 era:
| Homes | Edats   | Dones |
| ----- | ------- | ----- |
| 0     | 95 o +  | 0     |
| 0     | 90 a 94 | 4     |
| 4     | 85 a 89 | 4     |
| 0     | 80 a 84 | 0     |
| 4     | 75 a 79 | 8     |
| 20    | 70 a 74 | 16    |
| 0     | 65 a 69 | 4     |
| 12    | 60 a 64 | 4     |
| 0     | 55 a 59 | 0     |
| 12    | 50 a 54 | 8     |
| 8     | 45 a 49 | 12    |
| 8     | 40 a 44 | 0     |
| 20    | 35 a 39 | 12    |
| 4     | 30 a 34 | 4     |
| 8     | 25 a 29 | 4     |
| 0     | 20 a 24 | 4     |
| 8     | 15 a 19 | 28    |
| 16    | 10 a 14 | 28    |
| 8     | 5 a 9   | 4     |
| 4     | 0 a 4   | 4     |

## Economia

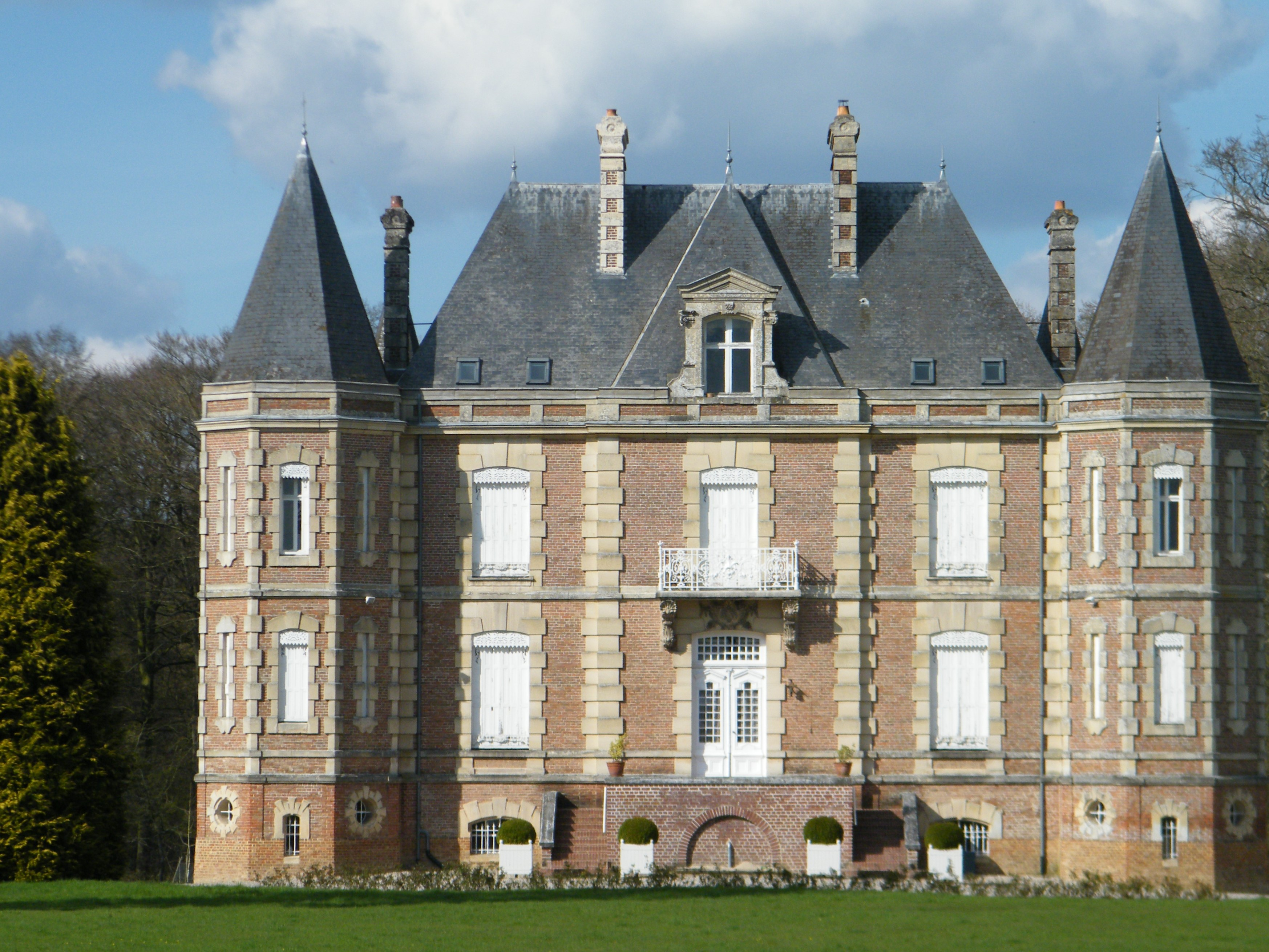

El 2007 la població en edat de treballar era de 154 persones, 113 eren actives i 41 eren inactives. De les 113 persones actives 95 estaven ocupades (58 homes i 37 dones) i 18 estaven aturades (8 homes i 10 dones). De les 41 persones inactives 12 estaven jubilades, 10 estaven estudiant i 19 estaven classificades com a «altres inactius».

### Ingressos
El 2009 a Citerne hi havia 104 unitats fiscals que integraven 265 persones, la mediana anual d'ingressos fiscals per persona era de 15.372 €.

### Activitats econòmiques
Dels 5 establiments que hi havia el 2007, 1 era d'una empresa extractiva, 1 d'una empresa de fabricació d'altres productes industrials, 1 d'una empresa de construcció, 1 d'una empresa de comerç i reparació d'automòbils i 1 d'una empresa financera.
Dels 2 establiments de servei als particulars que hi havia el 2009, 1 era un taller de reparació d'automòbils i de material agrícola i 1 lampisteria.
L'any 2000 a Citerne hi havia 14 explotacions agrícoles que ocupaven un total de 504 hectàrees.

## Poblacions més properes
El següent diagrama mostra les poblacions més properes.